# FIA GT1-VM
FIA GT1 World Championship (FIA GT1-VM) var ett världsmästerskap för GT1-bilar. Det var uppdelat i ett förarmästerskap och ett teammästerskap. Första säsongen var 2010 och sista var 2012. Det efterföljdes 2013 av FIA GT Serie.

## Format
Mästerskapet följde i fotspåren från FIA GT och dess existens mellan 1997 och 2009. Alla deltävlingar bestod av två heat på vardera en timme och med obligatoriskt förarbyte. Under 2010 och 2011 kördes det med GT1-bilar och 2012, trots att namnet, med GT3-bilar.

## Säsonger
| År   | Mästare                          | Team                            |
| ---- | -------------------------------- | ------------------------------- |
| 2010 | Michael Bartels Andrea Bertolini | Vitaphone Racing Team           |
| 2011 | Lucas Luhr Michael Krumm         | Hexis AMR                       |
| 2012 | Marc Basseng Markus Winkelhock   | All-Inkl.com Münnich Motorsport |